# Gaius Sempronius Blaesus (Konsul)
Gaius Sempronius Blaesus entstammte dem römischen Plebejergeschlecht der Sempronier und war in den Jahren 253 und 244 v. Chr. Konsul.

## Leben
Laut dem Zeugnis der Fasti Capitolini und Triumphalakten führten sowohl der Vater als auch der Großvater des Gaius Sempronius Blaesus das Pränomen Tiberius. Über sein Leben ist außer der Kriegsführung in seinen beiden – in die Zeit des Ersten Punischen Krieges fallenden – Konsulaten nichts überliefert.
Das erste Mal bekleidete Blaesus das höchste Staatsamt 253 v. Chr., wobei er Gnaeus Servilius Caepio zum Amtskollegen erhielt. Mit einer Flotte von 260 Schiffen segelten die beiden Konsuln zunächst nach Sizilien, doch gelang es ihnen nicht, bei der karthagischen Festung Lilybaion an der Westküste der Insel zu landen. Daraufhin nahmen sie Kurs auf Nordafrika und machten kleinere militärische Streifzüge entlang der Küste der Kleinen Syrte, ohne dabei größere Erfolge erringen zu können. Weil sie mit den dortigen Meeresverhältnissen nicht genügend vertraut waren, gerieten sie in der Nähe der Insel Meninx auf Untiefen. Es blieb ihnen nichts anderes übrig als alle schweren Gegenstände, also wohl viel Beute, über Bord zu werfen. Dadurch wurden ihre Schiffe leicht genug, um bei wiedereinsetzender Flut weitersegeln zu können.
Die Konsuln hatten es nun eilig, nach Italien zurückzukehren. Nach problemloser Rückfahrt nach Sizilien gingen sie vor Panormos (dem heutigen Palermo) vor Anker, doch auf ihrer Weiterreise nach Rom verursachte ein starker Sturm den Untergang von 150 Schiffen ihrer Flotte. Diese und vorangegangene Misserfolge bewogen den Senat, vorläufig auf weitere Operationen zur See zu verzichten. Ein von den Triumphalakten überlieferter angeblicher Triumph des Blaesus ist wohl unhistorisch.
244 v. Chr. hatte Blaesus zum zweiten Mal das Konsulat inne; sein Amtskollege war dieses Mal Aulus Manlius Torquatus Atticus. Es kam zur Fortsetzung der militärischen Auseinandersetzung zwischen den Römern und den Karthagern unter Hamilkar Barkas um den Berg Eryx auf Sizilien.
Söhne des Blaesus waren vielleicht der gleichnamige Volkstribun von 211 v. Chr. sowie jener Quästor Tiberius Sempronius Blaesus, der 217 v. Chr. mit fast tausend Soldaten auf einem Kriegszug in Afrika fiel.